# 租税公課
租税公課（そぜいこうか）は、租税および公的な負担金である「公課」を総称したものである。「公租公課」とも呼ばれる。

## 概要
一般に国または地方公共団体がその活動に要する資金の調達を公共政策の遂行などを目的として無償で国民から強制的に徴収する金銭負担の総称をいう。これには、国税（法人税、消費税、印紙税、登録免許税）や地方税（道府県民税、市町村民税、事業税、固定資産税、自動車取得税、自動車重量税、不動産取得税）などすべての「租税」の本税と附帯税、罰科金および課徴金・賦課金等の公的な課金である「公課」が含まれる。健康保険料や社会保険料なども公課に含まれる。
会計上は、費用の勘定科目として計上されるものと法人税等として扱われるものがある。